# Террасные образования у островов Рюкю
«Монуме́нт Йонагу́ни» (яп. 与那国海底構造物 ёнагуни кайтэй ко:дзо:буцу),  (яп. 与那国島海底地形 ёнагуни-дзима кайтэй тикэй) — массивное подводное образование, обнаруженное близ японского острова Йонагуни, самого западного из группы островов Рюкю.
Происхождение этого образования является предметом спора, нет согласия в вопросе, являются ли оно полностью естественным образованием либо имеет частичное или полное искусственное происхождение.

## Обнаружение
В море у острова Йонагуни обитает большая популяция акул-молотов, поэтому здесь можно увидеть дайверов со всего мира. В 1985 году Кихатиро Аратакэ (директор туристической ассоциации острова Йонагуни), подыскивая хорошее место для наблюдения за акулами, заметил ряд одиночных морских образований, лежащих в 5 метрах под водой.
По внешнему виду они напоминали архитектурные строения и, казалось, имели совершенно определенную архитектурную схему, напоминающую чем-то ступенчатые пирамиды.
Центром являлось архитектурное строение высотой 42,43 метра и сторонами 183 на 150 м. Строение внешне выглядело выстроенным из прямоугольных скал Г-образной формы. Оно состояло из 5 этажей. Около центрального объекта также находились небольшие «пирамидки» с высотой в 10 и шириной в 2 метра.
Даже если бы это оказалось только игрой природы, Аратакэ уже повезло — он нашёл объект, достойный удивления даже самого придирчивого туриста. Но обилие правильных геометрических форм заставляло задуматься о возможности их рукотворной природы, и Аратакэ решил сообщить о своей находке специалистам.

## Исследования
Вскоре после открытия группа учёных под руководством Масааки Кимуры из университета Рюкю начала исследование данных образований. Кимура стал решительным сторонником мнения, что данные образования являются рукотворными сооружениями. Во время экспедиций Кимуры были найдены некоторые артефакты: просверленные камни с нанесённым символами, примитивные скребки, барельеф некоего животного, похожего на быка.
Другая группа исследователей посетила монумент Йонагуни лишь спустя 12 лет после открытия, в 1997 году, когда японский промышленник Ясуо Ватанабэ спонсировал исследовательскую экспедицию. Возглавлял её случайно узнавший об этом объекте известный исследователь древностей и писатель, автор ряда псевдонаучных книг, Грэм Хэнкок, который пригласил с собой геолога Роберта Шока, профессора Бостонского университета. В экспедиции также приняли участие писатель Джон Энтони Уэст, фотограф Santha Faiia, несколько профессиональных дайверов и инструкторов и также съёмочная группа британского Channel 4 и Discovery Channel. 

По результатам экспедиции Роберт Шок сообщил, что считает её нерукотворным сооружением — во время посещения руин он не обнаружил в них «ничего человеческого». Он отмечает, что монолит состоит из песчаника, а этот камень имеет свойство растрескиваться вдоль плоскостей. Отсюда и ровные линии, острые углы, поверхность в виде кирпичной кладки и тому подобное. Если учесть такой фактор, как повышенная сейсмическая активность района, то большая «растрескиваемость» породы вовсе не удивительна. Да ещё и под углами 90 и 60 градусов друг к другу, что способствует образованию строгих геометрических фигур: прямоугольных ступенек, треугольников и ромбов. Но также при этом предположил, что монумент хотя и является, скорее всего, природным явлением, но с частично ручной обработкой её граней: он мог быть древним карьером или каменоломнями.
С тех пор данный объект стал популярной достопримечательностью у дайверов, несмотря на сильное течение в этом районе. Французский фри-дайвер Жак Майоль написал книгу о своих погружениях к монументам.
В непосредственной близости от монумента под водой обнаружена пещера, в которой имеется ряд сталактитов. Исследование по бериллию-10 показало, что их образование завершилось не менее 10 тыс. лет назад, следовательно, это и есть время, когда море затопило эту часть суши и сам монумент, что полностью совпало с оценками учёных изменения в прошлом уровня Мирового океана. На основании этого геологи определяют возраст монумента от 10 до 16 тысяч лет.
Однако позднее профессор Кимура пришёл к убеждению, что в промежутке между 5 и 2 тыс. лет назад в результате тектонической активности монумент поднялся над водой, а затем снова опустился под воду.

## Важные элементы
Исследователи особо выделяют следующие важные элементы подводной структуры:
- Структура, названная «Арочными воротами»
- Две каменные плиты, названные «Мегалитами-близнецами»
- «Кольцевая дорога» у южного основания Монумента
- Структура, которую некоторые считают канавкой для воды
- Дайвер позирует у трещины, названной «Крест»
- Сооружение, названное «Монумент черепахи»
- Треугольная яма, названная «Треугольным бассейном»

## Аналоги
На конференции 2001 года в Японии прозвучали сообщения о том, что аналогичная монументу Йонагуни гигантская ступенчатая структура обнаружена у побережья города Чатан на Окинаве. В 2005 году Масааки Кимура заключил, что не позднее 2000—1500 лет назад эта структура была на суше.
У островов Керама расположились загадочные подводные «лабиринты».
Возле острова Агуни найдены цилиндрические углубления, аналогичные тем, что находятся в «треугольном бассейне» монумента.
В другую же сторону от Йонагуни, в проливе между Тайванем и Китаем, обнаружены подводные структуры, напоминающие стены и дороги.

## Фильмография
- «Подводный мир Андрея Макаревича. Тайна Йонагуни» — научно-популярный фильм, снятый Александром Смирновым в 2004 г[17].
- «Цивилизации доледникового периода» (англ. Ice Age Civilizations) — научно-популярный фильм, снятый Джоном Фолмером в 2004 г.
- «Древние пришельцы. Подводные миры» (англ. Ancient Aliens. Underwater Worlds) — научно-популярный фильм, снятый в 2011 г.